# Степное (Актюбинская область)
Степное (каз. Степное) — село в Каргалинском районе Актюбинской области Казахстана. Административный центр сельского округа Степной. Находится примерно в 33 км к северо-востоку от центра села Бадамша. Код КАТО — 154057100.

## Население
В 1999 году население села составляло 725 человек (364 мужчины и 361 женщина). По данным переписи 2009 года, в селе проживало 665 человек (326 мужчин и 339 женщин).

## Известные уроженцы, жители
Тулеуов, Амангос Сансызбаевич — казахстанский хозяйственный и общественный деятель, директор аграрных предприятий. Заслуженный деятель Казахстана (2009), кандидат экономических наук (1999).

## Инфраструктура
Личное подсобное хозяйство.
Основа экономики — сельское хозяйство.